# Lejeunea exilis
Lejeunea exilis là một loài Rêu trong họ Lejeuneaceae. Loài này được (Reinw., Blume & Nees) Grolle mô tả khoa học đầu tiên năm 1979.